# Een reisje langs de Rijn (album)
Een reisje langs de Rijn is een album van John Woodhouse uit 1971. Het album is uitgebracht als LP en muziekcassette. Ter ere van het nieuwe album maakte de TROS het televisieprogramma Met Woodhouse langs de Rijn, dat op 13 mei werd uitgezonden.

## Tracklist LP
Kant A:
1. Einmal am Rhein
2. Die Lorelei
3. Potpourri (Wenn das Wasser im Rhein goldner Wein wär / Die Dorfmusik / Ein rheinisches Mädel beim rheinischen Wein)
4. In einem kühlen Grunde
5. Rheinlandmädel
6. Im tiefen Keller

Kant B:
1. Warum ist es am Rhein so schön?
2. Guter Mond, du gehst so stille
3. Potpourri (Trink, trink, Brüderlein trink / Gib acht auf den Jahrgang / Wer soll das bezahlen?)
4. Schwalbenlied
5. Ännchen von Tharau
6. Am wunderschönen Rhein

## Tracklist muziekcassette
Kant A:
1. Einmal am Rhein
2. Am wunderschönen Rhein
3. Potpourri (Wenn das Wasser im Rhein goldner Wein wär / Die Dorfmusik / Ein rheinisches Mädel beim rheinischen Wein)
4. In einem kühlen Grunde
5. Rheinlandmädel
6. Im tiefen Keller

Kant B:
1. Warum ist es am Rhein so schön?
2. Guter Mond, du gehst so stille
3. Potpourri (Trink, trink, Brüderlein trink / Gib acht auf den Jahrgang / Wer soll das bezahlen?)
4. Schwalbenlied
5. Ännchen Von Tharau
6. Die Lorelei
7. Über den Wellen

## Medewerkenden
- Koren:
  - Het Jeroen Boschkoor - Im tiefen Keller
  - Westlands Mannenkoor - In einem kühlen Grunde en Einmal am Rhein
  - Westlands Meisjeskoor - In einem kühlen Grunde en Einmal am Rhein
  - Eindhovens Jongenskoor - Die Lorelei en In einem kühlen Grunde
- Hubert Waber (bas) - Im tiefen Keller

## Credits
- A. Smulders - dirigent - Die Lorelei en In einem kühlen Grunde
- Frans Kerkhof - dirigent - Im tiefen Keller
- Piet Struijk - dirigent - In einem kühlen Grunde en Einmal am Rhein
- Albert Kos - geluidstechnicus
- Rine Geveke - producer

## Hitlijst
Album
| Jaar | Hitlijst      | Positie |
| ---- | ------------- | ------- |
| 1971 | Album top 100 | 10      |

Eventuele singles van dit album hebben de Nederlandse Top 40 niet gehaald.

## Catalogusinformatie
- LP, Philips, 6410 018
- Muziekcassette, Philips, 7111 055